# Nils-Olof Gustafsson
Nils-Olof Gustafsson, född 24 april 1934 i Hackås församling i Jämtlands län, död 2 januari 2012 i Borgholm, var en svensk socialdemokratisk politiker, som mellan 1979 och 1994 var riksdagsledamot.